# Luis Hierro López
Luis Antonio Hierro López (Montevidéu, 6 de janeiro de 1947) é um empresário e político uruguaio, que serviu como vice-presidente do Uruguai entre 2000 e 2005. 

## Biografia
Como integrante do Partido Colorado, em 1984, foi eleito deputado, sendo posteriormente reeleito em 1989. Entre 1989 e 1990, desempenhou o cargo de Presidente da Câmara dos Representantes. Durante seu período como deputado, Hierro foi membro da Comissão Parlamentária de Direitos Humanos na Terceira Confêrencia Internacional de Legislação em Saúde e Ética. No período entre 1995 e 2000, desempenhou o cargo de Senador da República, em representação do Partido Colorado.
Competiu nas eleições internas do Partido Colorado que decidiram quem encabeçaria o partido nas eleições presidenciais. Destas eleições, Jorge Batlle saiu vitorioso, e Hierro foi escolhido para ser seu vice-presidente. Durante seu governo, enfrentaram a crise da Febre aftosa e a Crise bancária de 2002 no Uruguai.

## Obras
Publicou e colaborou em 4 obras sobre a história e a política do Uruguai:
- Diario del Uruguay (1975), colaboração dirigida pelo Prof. Washington Reyes Abadie.
- Batlle y la Reforma del Estado (1976), Edições Banda Oriental, Montevidéu.
- Umbrales y Candados (1993), Edições Trilce, Montevidéu.
- El pueblo dijo no : el plebiscito de 1980 (2005), Editorial De la Plaza, Montevidéu.[5]